# Satura
La llei Satura o Satyra va ser una antiga llei romana que permetia presentar als comicis els projectes formats per afers diversos entre ells, agrupats en una llei amb l'objecte que s'aprovessin o rebutgessin tots a la vegada. Aquesta llei la va derogar la llei Caecilia Didia.